# رولینگوود (تگزاس)
رولینگوود، تگزاس (به انگلیسی: Rollingwood, Texas) یک شهر در ایالات متحده آمریکا با جمعیت ۱٬۴۰۳ نفر است که در تگزاس واقع شده‌است.